# Голяма тупая
Голямата тупая (Tupaia tana) е вид бозайник от семейство Tupaiidae.

## Разпространение и местообитание
Разпространен е в Бруней, Индонезия и Малайзия.